# Jean Puech
Pour les articles homonymes, voir Puech.
Jean Puech, né le 22 février 1942 à Viviez (Aveyron), est un homme politique français.

## Biographie
Professeur de sciences physiques de profession, il est élu sénateur de l'Aveyron le 28 septembre 1980, puis réélu en 1989, en 1996 (élection partielle) et 1998. En septembre 2008, candidat à sa propre succession, il est battu au second tour.
Il préside l'Assemblée des départements de France (ADF) de 1989 à 2004.

## Détail des mandats et fonctions

### Fonctions ministérielles
- 1993 - 1995 : ministre de l'Agriculture et de la Pêche du gouvernement Édouard Balladur
- mai - novembre 1995 : ministre de la Fonction publique du gouvernement Alain Juppé I

### Fonctions parlementaires
- 1980 - 1993 ; 1996 - 2008 : sénateur de l'Aveyron
- Vice-président du groupe RI
- Vice-président du groupe UMP
- Président de l'Observatoire de la Décentralisation
- Membre de la commission des affaires étrangères, de la défense et des forces armées

### Mandats locaux
- 1970 - 2008 : conseiller général de l'Aveyron (canton de Rignac)
- 1976 - 2008 : président du Conseil général de l'Aveyron, UDF-PR puis DL, enfin, à partir de 2002, UMP avec le soutien du MPF et des élus DVD
- 1977 - 2001 : maire de Rignac
- 1983 - 2001 : président de l’Association des maires de l’Aveyron
- 1998 - 2008 : président d'Aveyron Expansion

### Autres mandats
- 1989 - 2004 : président de l'Assemblée des départements de France[2]
- 1998 - 2002 : vice-président du Comité des régions de l'Union européenne

## Décorations
- Officier de la Légion d'honneur[3]
- Commandeur de l'ordre du Mérite agricole ex officio en tant que ministre de l'Agriculture, président du conseil de l'ordre (1993)